# 甲田学人
甲田 学人（1977年—）是日本的輕小說作家。

## 生平
甲田学人出身於岡山縣津山市，二松學舍大學畢業。本名・甲田学。在英语圈國家的代理作品中的甲田寫作。
第7回電擊遊戲小說大賞（即現在的電擊小說大賞）中，甲田学人短篇小說入選決賽，其執筆力受到認可，其後以《Missing 神隱物語》在電擊文章中出道。

## 作品列表
- Missing 系列
- 斷章的格林系列